# 4439 Muroto
A 4439 Muroto (ideiglenes jelöléssel 1984 VA) a Naprendszer kisbolygóövében található aszteroida. Tsutomu Seki fedezte fel 1984. november 2-án.